# Zaklęte rewiry (powieść)
Zaklęte rewiry – debiutancka powieść Henryka Worcella wydana w 1936.
Powieść oparta jest na wątkach autobiograficznych. Główny bohater, Roman Boryczko, przyjeżdża z prowincji do dużego miasta. Podejmuje pracę w restauracji. Stopniowo poznaje hierarchię stosunków międzyludzkich, bezwzględną rzeczywistość, biedę. Przeżywa doświadczenia erotyczne i rozczarowania. W 1975 na podstawie powieści powstał polsko-czechosłowacki film Zaklęte rewiry wyreżyserowany przez Janusza Majewskiego.